# Манизер, Генрих Матвеевич
Ге́нрих Матве́евич Ма́низер  (1847[…], Мемель — 1925[…], Ленинград) — русский живописец, родоначальник творческой династии Манизеров.

## Биография
Происходит из остзейских немцев.
Художественное образование получил в Московском училище живописи, ваяния и зодчества. За ученические работы в училище Манизеру были присуждены малая и большая серебряные медали (гравюры: Автопортрет и Этюд головы французского матроса).
В 1872 году переехал в Петербург, где поступил на обучение в Академию художеств (1872—1877). В 1875 году получил малую золотую медаль за картину «Иосиф объясняет в темнице сны виночерпию и хлебодару». В 1878 выпускнику Академии Г. Манизеру было присвоено звание классного художника первой степени за картину «Брак в Кане Галилейской».
С начала 1880-х годов по 1917 год преподавал графику и живопись в Центральном училище технического рисования барона А. Л. Штиглица (позже — Ленинградское высшее художественно-промышленное училище им. В. И. Мухиной).
По другим данным, он издал к 1917 году в марте книгу "Жизнь и путешествие академика Лангсдорфа" о русском путешественнике, изучающему Бразилию при Александре I, но далее ушёл добровольцем на Первую Мировую войну и погиб через два месяца на Румынском фронте.Журнал "Наша История", Выпуск N 7 июль 2025, статья "Первая Бразильская", С.12

## Творчество
Был художником широкого диапазона. Писал полотна на библейские и мифологические сюжеты, портреты, бытовые композиции и батальные сцены. Кроме того, был отличным рисовальщиком, работал гравёром, писал статьи по искусству.
В числе работ, созданных в портретном жанре, — «Портрет писателя князя П. П. Вяземского», (1873), «Христос» (1913), «Портрет Стеллы Семеновны Манизер», «Император Николай II с орденом святого Владимира» (1905); в батальном — «Въезд Гурко в Казанлык», «Эпизод из русско-турецкой войны 1877—1878 годов»; в бытовом — «Ёлочный торг».
Полотно «Въезд Гурко в Казанлык» в 1887 году купил император Александр III.
Картины Г. Манизера хранятся в Государственном Русском музее, Челябинской областной картинной галерее, Художественной галерее в Ханты-Мансийске, в частных коллекциях.

## Семья
В семье Генриха Матвеевича Манизера было 9 детей: Генрих, Матвей, Алексей, Роберт, Гвидо (от первой жены, Стеллы Семёновны Манизер (урожд. Янушковской)), Гали, Марк, Андрей, Давид (от второй жены, Александры Эдуардовны Манизер (урожд. Андерсон)).
Сын Г. Манизера, Манизер, Матвей Генрихович (5 марта 1891 — 27 декабря 1966) — скульптор, народный художник СССР (1958), действительный член Академии художеств СССР (1947), вице президент Академии художеств СССР (1947—1966).
Сын Г. Манизера, Манизер Генрих Генрихович — (1889—1917) российский этнограф и языковед. Изучал этнографию и языки индейцев Южной Америки, собрал богатые этнографические коллекции.